# 님부르크

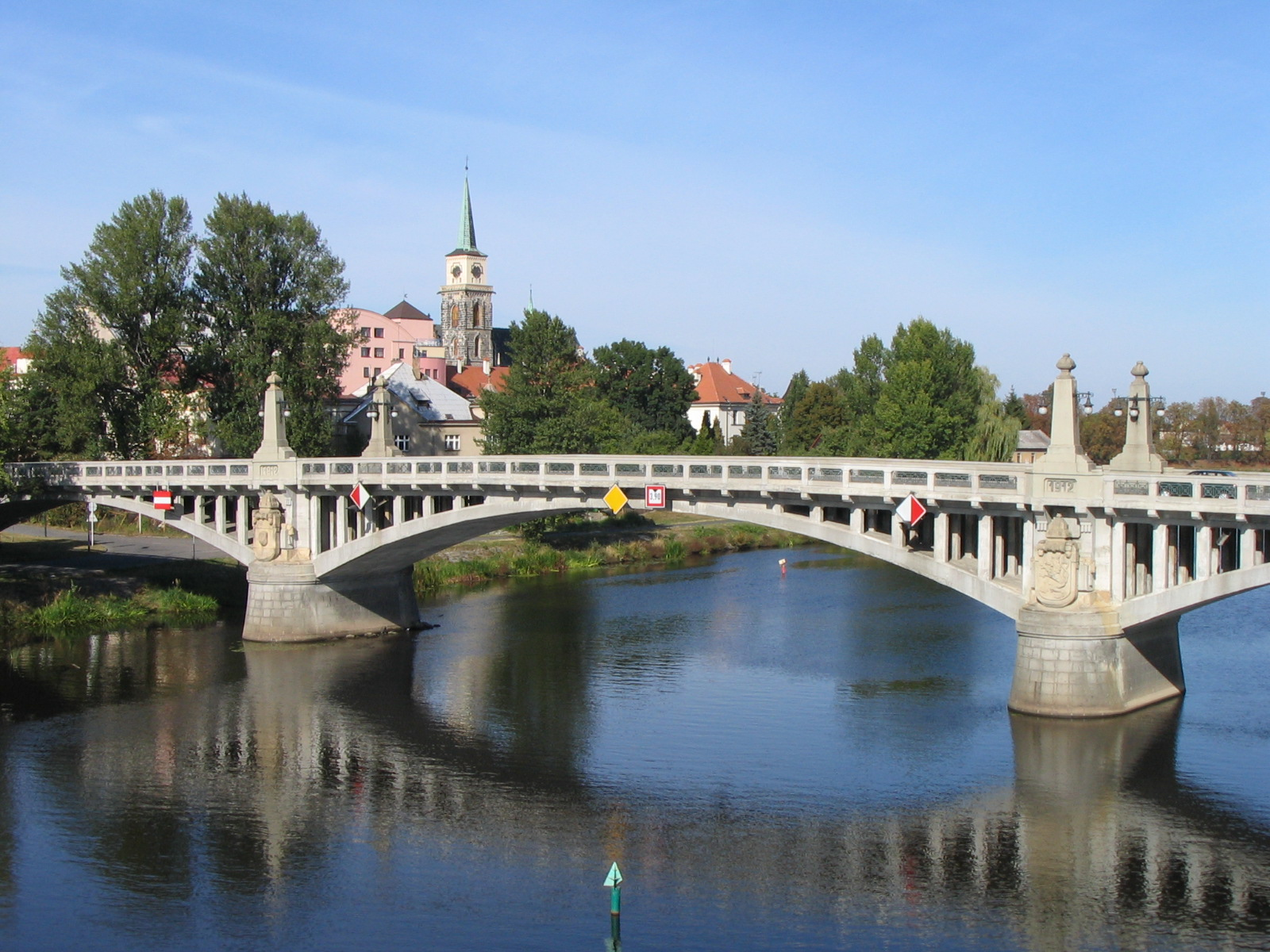
님부르크

님부르크(체코어: Nymburk, 독일어: Nimburg)는 체코 중앙보헤미아 주에 위치한 도시로 면적은 20.54km2, 높이는 193m, 인구는 14,614명(2011년 기준), 인구 밀도는 711명/km2이다.
프라하에서 동쪽으로 45km 정도 떨어진 곳에 위치하며 엘베강과 접한다. 프라하 도시권을 형성하는 도시 가운데 한 곳이기도 하다. 1275년 보헤미아의 오타카르 2세 국왕에 의해 설립되었다.

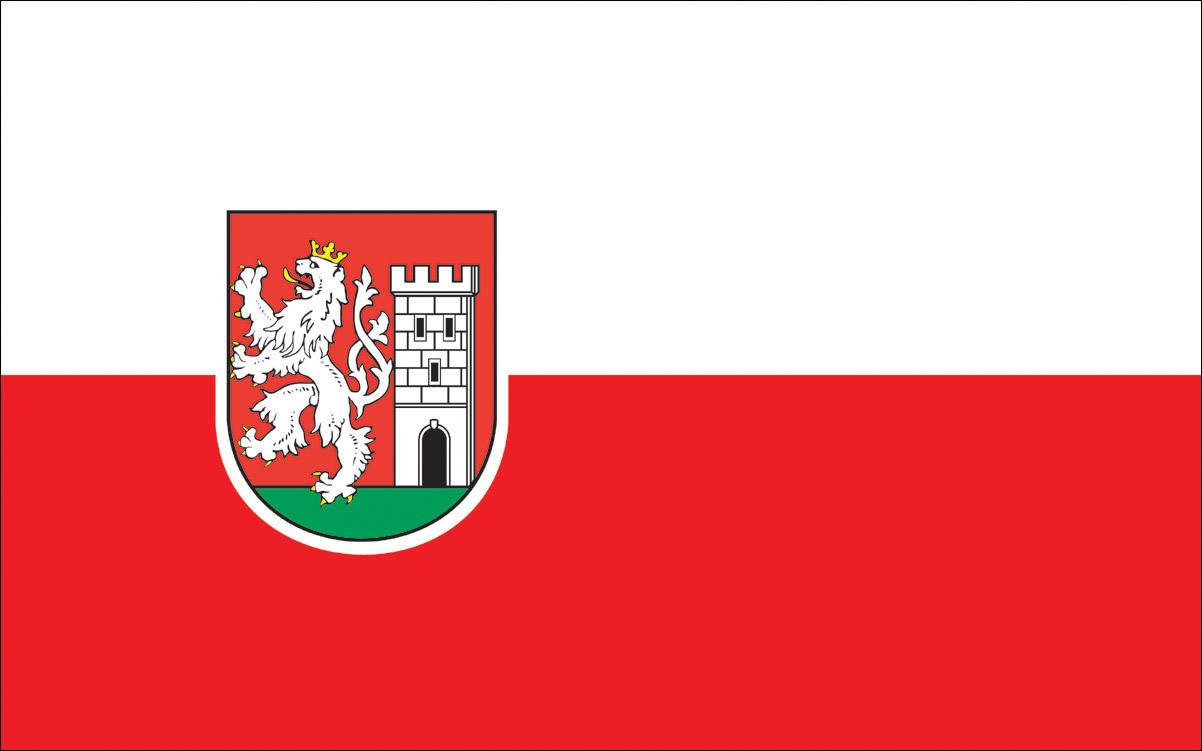
시기
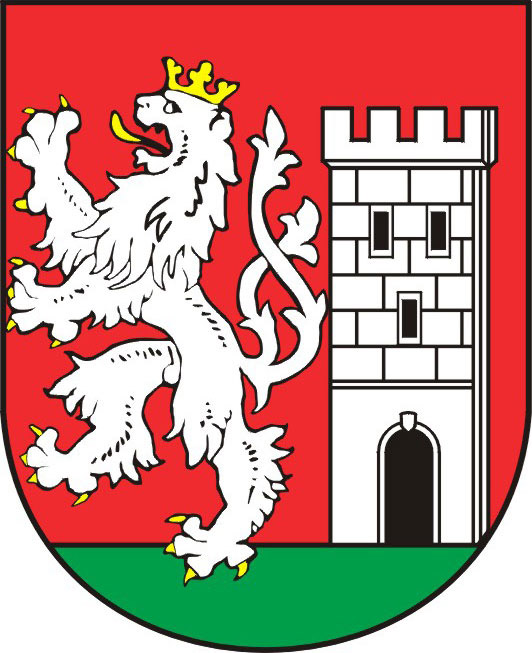
시 문장

## 인구
| 연도           | 인구   | ±%     |
| -------------- | ------ | ------ |
| 1869           | 3,475  | —      |
| 1880           | 5,858  | +68.6% |
| 1890           | 7,057  | +20.5% |
| 1900           | 8,212  | +16.4% |
| 1910           | 10,886 | +32.6% |
| 1921           | 11,853 | +8.9%  |
| 1930           | 12,538 | +5.8%  |
| 1950           | 11,914 | −5.0%  |
| 1961           | 12,585 | +5.6%  |
| 1970           | 13,263 | +5.4%  |
| 1980           | 14,033 | +5.8%  |
| 1991           | 15,142 | +7.9%  |
| 2001           | 14,407 | −4.9%  |
| 2011           | 14,796 | +2.7%  |
| 2021           | 14,797 | +0.0%  |
| 출처: Censuses |        |        |